# Kristi Yamaguchi
Kristine Tsuya "Kristi" Yamaguchi-Hedican (Hayward, Califórnia, 12 de julho de 1971) é uma ex-patinadora artística estadunidense e campeã na Olimpíada de Inverno de 1992, bem como campeã da mundial em 1991 e 1992. Também foi campeã mundial da categoria júnior em 1988. Em 2008 tornou-se celebridade ao ser campeã na sexta temporada de Dancing with the Stars.

## Principais resultados

### Individual feminino
| Jogos Olímpicos                                       |                 |                   |                  |                  | Medalha de ouro  |
| Campeonato Mundial                                    |                 | 6.ª               | 4.ª              | Medalha de ouro  | Medalha de ouro  |
| Jogos da Boa Vontade                                  |                 |                   |                  | Medalha de ouro  |                  |
| Nations Cup                                           |                 |                   |                  | Medalha de ouro  |                  |
| NHK Trophy                                            |                 | Medalha de prata  | Medalha de prata |                  |                  |
| Skate America                                         |                 | Medalha de bronze |                  | Medalha de ouro  | Medalha de prata |
| Skate Canada International                            |                 |                   | Medalha de ouro  |                  |                  |
| Trophée Lalique                                       |                 |                   |                  |                  | Medalha de prata |
| Internacional – Júnior                                |                 |                   |                  |                  |                  |
| Campeonato Mundial Júnior                             | Medalha de ouro |                   |                  |                  |                  |
| Nacional                                              |                 |                   |                  |                  |                  |
| Campeonato dos Estados Unidos                         | 10.ª            | Medalha de prata  | Medalha de prata | Medalha de prata | Medalha de ouro  |
|                                                       |                 |                   |                  |                  |                  |
| Legenda: Competição não foi disputada nesta temporada |                 |                   |                  |                  |                  |

### Duplas com Rudy Galindo
| Resultados                                            | Resultados    | Resultados      | Resultados        | Resultados      | Resultados        | Resultados       |
| Internacional                                         | Internacional | Internacional   | Internacional     | Internacional   | Internacional     | Internacional    |
| Evento/Temporada                                      | 1984– 1985    | 1985– 1986      | 1986– 1987        | 1987– 1988      | 1988– 1989        | 1989– 1990       |
| ----------------------------------------------------- | ------------- | --------------- | ----------------- | --------------- | ----------------- | ---------------- |
| Campeonato Mundial                                    |               |                 |                   |                 | 5.ª               | 5.ª              |
| NHK Trophy                                            |               |                 |                   |                 | Medalha de bronze | 4.ª              |
| Skate America                                         |               |                 | 5.ª               |                 |                   | Medalha de prata |
| Skate Electric                                        |               |                 |                   |                 | Medalha de ouro   |                  |
| Internacional – Júnior                                |               |                 |                   |                 |                   |                  |
| Campeonato Mundial Júnior                             |               | 5.ª             | Medalha de bronze | Medalha de ouro |                   |                  |
| Nacional                                              |               |                 |                   |                 |                   |                  |
| Campeonato dos Estados Unidos                         |               |                 | 5.ª               | 5.ª             | Medalha de ouro   | Medalha de ouro  |
| Campeonato dos Estados Unidos – Júnior                | 5.ª           | Medalha de ouro |                   |                 |                   |                  |
|                                                       |               |                 |                   |                 |                   |                  |
| Legenda: Competição não foi disputada nesta temporada |               |                 |                   |                 |                   |                  |